# Asplenium truncorum
Asplenium truncorum är en svartbräkenväxtart som beskrevs av F.B.Matos, Labiak och Sylvestre. Asplenium truncorum ingår i släktet Asplenium och familjen Aspleniaceae. Inga underarter finns listade.